# Daniyar Yeleusinov
Daniyar Yeleusinov –en kazajo, Данияр Елеусінов; también escrito como Daniyar Yeleussinov– (Berezino, 13 de marzo de 1991) es un deportista kazajo que compite en boxeo.
Participó en dos Juegos Olímpicos de Verano, obteniendo una medalla de oro en Río de Janeiro 2016, en el peso wélter, y el quinto lugar en Londres 2012, en la misma categoría.
Ganó dos medallas en el Campeonato Mundial de Boxeo Aficionado, oro en 2013 y plata en 2015.

## Palmarés internacional
| Juegos Olímpicos   | Juegos Olímpicos        | Juegos Olímpicos | Juegos Olímpicos |
| Año                | Lugar                   | Medalla          | Categoría        |
| ------------------ | ----------------------- | ---------------- | ---------------- |
| 2016               | Río de Janeiro (Brasil) | Medalla de oro   | 69 kg            |
| Campeonato Mundial |                         |                  |                  |
| Año                | Lugar                   | Medalla          | Categoría        |
| 2013               | Almaty (Kazajistán)     | Medalla de oro   | 69 kg            |
| 2015               | Doha (Catar)            | Medalla de plata | 69 kg            |